# سبوک
سبوک، روستایی از توابع بخش ارژن شهرستان شیراز در استان فارس ایران است.
سبوک در دهستان کوهمره سرخی با طبیعتی بسیار زیبا، محل سکونت سه تیره از طایفه بکک می باشد.
بارزترین اثر تاریخی روستای سبوک، پل سنگی ورودی این روستا هست که به پل ساسانی معروف هست. 

## جمعیت
این روستا در دهستان کوه مره سرخی قرار دارد و براساس سرشماری مرکز آمار ایران در سال ۱۳۸۵، جمعیت آن ۵۶۵ نفر (۱۱۲خانوار) بوده‌است.